# Fastrada
Fastrada (zm. 794) – królowa Franków, córka saksońskiego hrabiego z Dolnej Saksonii, Radulfa.

## Życiorys
W 783 brała udział w buncie przeciwko władcy Franków Karolowi Wielkiemu. Rok później została jego czwartą żoną, po śmierci Hildegardy. Miała z Karolem dwie córki: Teodradę, późniejszą ksieni w Argenteuil i Hiltrudę. Według relacji kronikarzy królowa miała demoniczny charakter i nakłaniała Karola do okrucieństwa. Prawdopodobnie pod wpływem Fastrady Karol skazał na dożywotnie zamknięcie w klasztorze swego syna z pierwszej żony Himiltrudy (uznanej za nałożnicę), Pepina Garbatego. Podczas małżeństwa z Fastradą Karol spłodził z jedną z kochanek córkę imieniem Hruodhaida.
Leland Palmer zagrała rolę Fastrady w musicalu Pippin w reżyserii Stephena Schwartza.
Została pochowana w kościele św. Albana w Moguncji.